# Oecetis moureaui
Oecetis moureaui är en nattsländeart som beskrevs av G. Marlier 1958. Oecetis moureaui ingår i släktet Oecetis och familjen långhornssländor. Inga underarter finns listade i Catalogue of Life.